# Катковський
Катковський (рос. Катковский) — селище у Новосибірському районі Новосибірської області Російської Федерації.
Входить до складу муніципального утворення Кудряшовська сільрада. Населення становить 95 осіб (2010).

## Історія
Згідно із законом від 2 червня 2004 року органом місцевого самоврядування є Кудряшовська сільрада.

## Населення
| 2002 | 2007 | 2010 |
| ---- | ---- | ---- |
| 75   | ↗91  | ↗95  |